# オヤ
オヤ（Oya）は、トルコの伝統的な手芸のひとつであり、トルコ語で縁飾りを意味する、レースの総称である。
技法や素材によって呼称が変わり、縫い針（iğne）を使うイーネオヤ、かぎ針（tığ）を使うトゥーオヤ、シャトル（mekik）を使うメキッキオヤ、ビーズ（boncuk）を使うボンジュクオヤなど、さまざまなバリエーションが存在する。

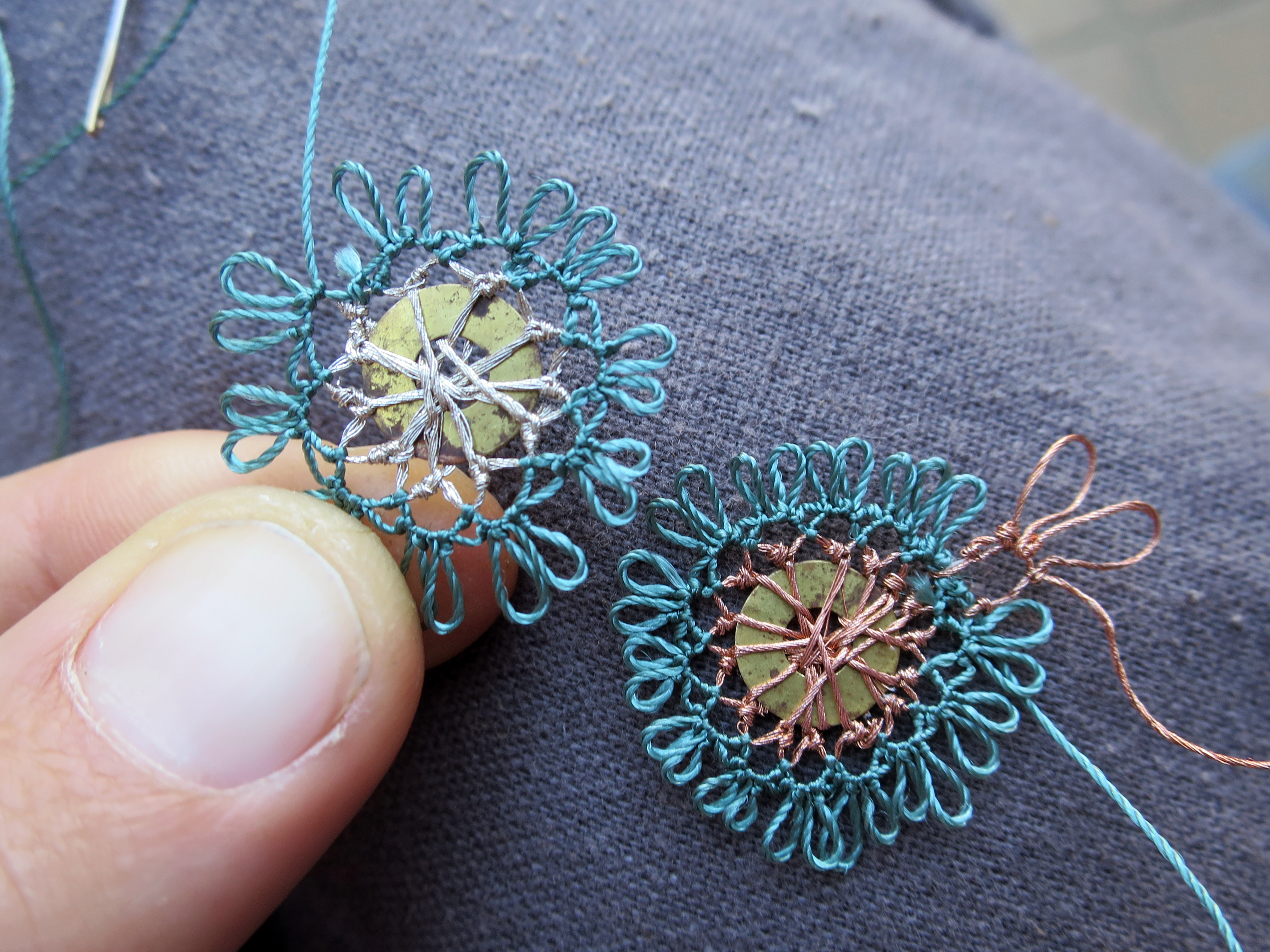

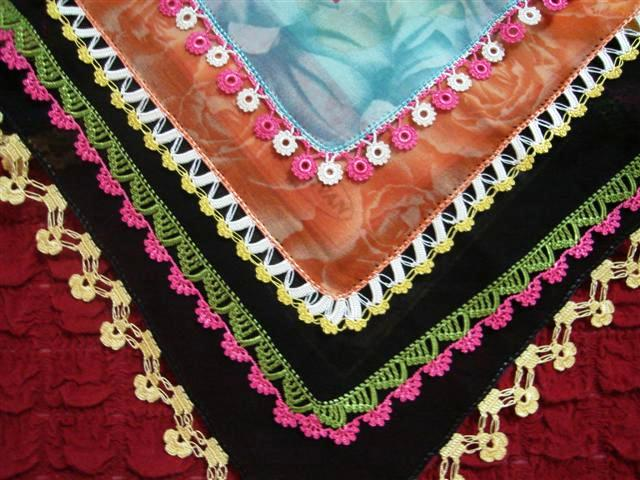
İğne Oyası

## 歴史
起源はいまだ不明である。歴史的にイーネオヤが最も古いものとなり、トルコの中央部・アナトリア地方で発生したとされるが諸説あり、更にトルコ東部、もしくは東地中海とも言われる。
紀元前2000年前にはすでに針によって編まれた魚網の存在が確認されている。　
イーネオヤは技法的にはアルメニアンレースと同じものであり、また、ギリシャにおいてはビビラ（ビルビラ、ピピラ、など呼称多数）とも呼ばれる。
オスマン朝時代の宮殿では手仕事および豊かな装飾文化が発展した。イスラム教国家では、女性たちは髪の毛を覆い隠すためにスカーフをかぶる。装飾の対象はそのスカーフの縁にも移行した。
現在、狭義の意味でオヤと呼ばれるのはこのスカーフの縁飾りのことであり、それ以外はダンテル（dantel＝レース）として区別される。現在、トルコ本国ではトゥーオヤの方が広く受け入れられ、イーネオヤは出来る人間が少なくなっている。
その後連続した長い糸を生み出す技術の登場により、トゥーオヤの順に生まれたと推測されるが、技法としてはかぎ針（クロッシェ）と同じものであるため、こちらの起源に関してはクロシェと同様であると推測される。

## 技法
イーネオヤ
縫い針（イーネ iğne）を使ったオヤの呼称。立体の花を作るトルコ特有のテクニックがある。
トゥーオヤ
かぎ針（トゥー tığ）を使ったオヤの呼称。極細のレース針が使われる（日本の号数でいえば12号相当）。クロッシェレースとの相似が見られる。
メキッキオヤ
シャトル（メキッキ mekik）を使ったオヤの呼称。タティングレースとの相似が見られる。
フィルケテオヤ
ヘアピン（フィルケテ firkete）を使ったオヤの呼称。同時にかぎ針を使う。ヘアピンレースとの相似が見られる。

## 素材
絹
シルクロードを通って中国からもたらされた絹糸は、トルコでも広く作られるようになった。アンティークオヤの多くは、絹糸で作られている。
綿
絹だけでなく、綿の産地の周辺では、綿で作られたオヤも見られる。
化繊
現在もっとも使われている。主にナイロン、ポリエステル製。光沢がありすべりがよく、また非常に耐久性がある。糸端の処理は、ライターの火であぶって溶かすことでされる。
ビーズ
トルコ語でボンジュク（boncuk）と呼ばれる。
トゥーオヤの技法で、ビーズを通した糸を編み込んでいくボンジュクオヤが一般的であるが、イーネオヤの技法で一粒ずつビーズを編み込むボンジュク・イーネオヤもある。その他の技法でもビーズの使用は見られる。
その他
スパンコール（pul）を使ったプルオヤ、布（クマシュ kumaş）を使ったクマシュオヤなど、素材によって様々な呼称が存在する。また、エフェオヤと呼ばれる男性用のイーネオヤも存在する。

## 主な糸メーカー
- カナガワ株式会社：国産の製糸メーカー。イーネオヤ糸、トゥーオヤ糸がある
- アルトゥン・バシャック Altın Başak：トルコの糸メーカー。
- チズメリ ÇİZMELİ：トルコの糸メーカー。
- レイラック Leylak：トルコの糸メーカー。